# 하치뉴
주라니 프란시스쿠 페헤이라(포르투갈어: Jurani Francisco Ferreira, 1996년 10월 1일 ~ )는 짧게 하치뉴(포르투갈어: Ratinho)라고도 불리는 브라질의 축구 선수로, 포지션은 공격형 미드필더이다. 현재 고이아스 EC 소속이다. K리그2 2019 시즌 광주 FC에서 활약한 바 있으며, K리그 등록명은 하칭요였다.